# Arabella mimetica
Arabella mimetica is een borstelworm uit de familie Oenonidae. Het lichaam van de worm bestaat uit een kop, een cilindrisch, gesegmenteerd lichaam en een staartstukje. De kop bestaat uit een prostomium (gedeelte voor de mondopening) en een peristomium (gedeelte rond de mond) en draagt gepaarde aanhangsels (palpen, antennen en cirri).
Arabella mimetica werd in 1919 voor het eerst wetenschappelijk beschreven door Ralph Vary Chamberlin. Het type-exemplaar is 40 millimeter lang en heeft ongeveer 165 segmenten. Het werd aangetroffen aan de kust van Californië nabij Laguna Beach.